# 大西瀧治郎
大西 瀧治郎（おおにし たきじろう、1891年〈明治24年〉6月2日 - 1945年〈昭和20年〉8月16日）は、日本の海軍軍人。海兵40期。神風特別攻撃隊の創始者の一人。終戦時に自決。最終階級は海軍中将。
笹井醇一（海軍少佐）は甥（大西の妻である淑恵の姉、久栄の息子）である。

## 生涯

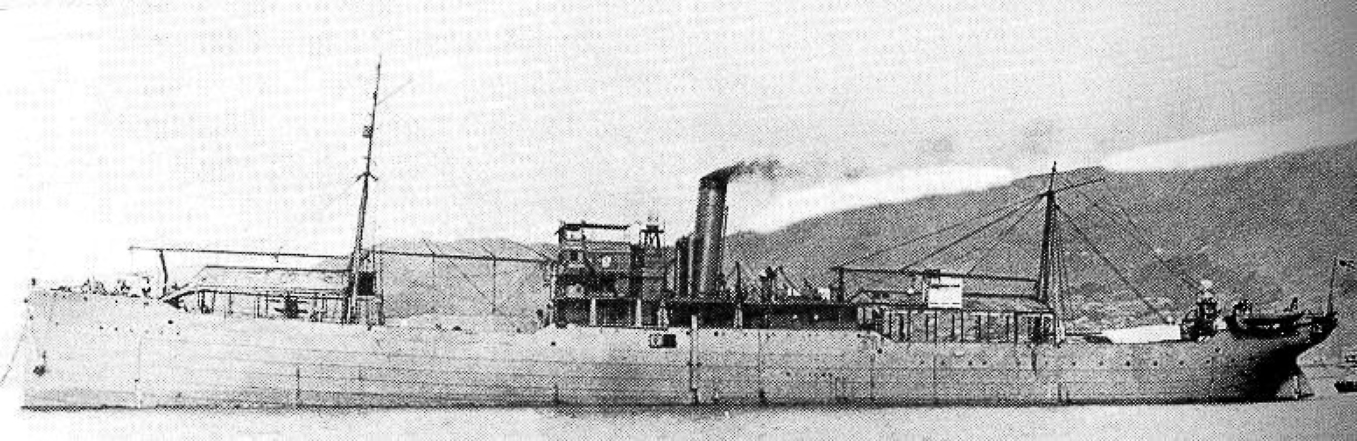
若宮 (水上機母艦)

1891年6月2日、兵庫県氷上郡芦田村（現：丹波市青垣町）の小地主、父・大西亀吉と母・ウタの次男として生まれる。
旧制柏原中学校在学中、日本海海戦勝利の時期であり、中学の先輩から聞かされた広瀬武夫中佐を熱心に崇拝した。1909年、海軍兵学校40期に20番の成績で入学し、兵学校では、名物の棒倒し競技で、同期の山口多聞と毎年大暴れして、抜群の棒倒し男と目された。剣道は兵学校で最高の一級、柔道も最上位であった。寄宿舎の寮長も務め、秩序を乱す者がいれば、その者を布団に簀巻きにして、2階の窓から下に落とすような荒事もやっていたので、大西には誰も手出しをすることがなくなり、喧嘩瀧兵衛ともあだ名されていた。学業も優秀であり、1912年（明治45年）7月17日、150人中20番の成績で卒業した。
海軍兵学校卒業後、海軍少尉に任官。1912年（明治45年）7月17日、「宗谷」乗り組み。1913年（大正2年）5月1日、「筑波」乗り組み。1914年（大正3年）5月27日、「河内」乗り組み。1914年12月1日、海軍砲術学校普通科学生。1915年（大正4年）5月26日、海軍水雷学校普通科学生。1915年12月1日、「若宮」乗り組み。
1915年（大正4年）12月、山口三郎ら5名と航空術研究員となり、6期練習将校として飛行操縦術を学ぶ。
1916年（大正5年）4月1日、横須賀海軍航空隊付。同年、複葉機を設計し民間製作の必要を感じた中島知久平機関大尉が、海軍をやめて飛行機製作会社（後の中島飛行機）を作りたいと大西中尉に打ち明けた。大西は賛成して奔走し、出資者を探し回った。大西が面会した山下亀三郎が海軍省に報告したため、大西は出頭を命じられ、「軍人に賜わりたる勅諭」を3回暗唱させられてから始末書を書かされた。大西は軍籍を離れて中島の会社に入ろうと思っていたが、軍に却下された。中島はこのとき「退職の辞」として、戦術上からも経済上からも大艦巨砲主義を捨てて新航空軍備に転換すべきこと、設計製作は国産航空機たるべきこと、民営生産航空機たるべきことの3点を強調したが、この影響で大西は航空主兵論、戦艦無用論をさかんに唱えたとも言われる。
1918年（大正7年）11月1日、横須賀鎮守府付、英仏に留学する。帰国後の1921年（大正10年）8月6日、横須賀海軍航空隊付、センピル教育団の講習の参加者の一人として選抜され、受講した。大西は日本で初めて落下傘降下を行った。9月14日、海軍砲術学校教官、海軍水雷学校教官。1922年（大正11年）11月1日、横須賀、霞ヶ浦海軍航空隊教官。1923年（大正12年）11月1日、海軍省教育局員。
1924年（大正13年）、海軍大学校甲種学生を受験したが、大西は前年の受験で不合格となっており、これが2回目の受験であった。このとき大西は筆記試験に合格して横須賀での口頭試問に臨むことになったが、その期間中、横須賀市内の料亭で友人らと宴会を開き、その席に芸者も呼んだ。しかし、芸者が新人であり、大西はその芸者の取り持ちが気に入らないと激高して暴力をふるってしまった。酒の席であったが、その芸者が憲兵に届け出たり、旦那と称する後見人が駆け付けたりと、大騒ぎとなり、翌日の新聞記事になってしまった。なお、後年に作家の生出寿が旧海軍関係者から、「このとき大西は芸者にストップ（海軍用語でお泊り、つまり売春を意味する）を申し出たが、芸者が拒否したので、大西が悪戯をしかけたところ、芸者が怒ってことが大きくなった」という話を聞いたとしており、詳細は不明である。いずれにしても、この事件を重く見た海軍大学は大西に「受験資格なし」と通告し、口頭試問2日目以降の受験を差し止められ、2度目の受験も不合格となってしまった。この後、大西は「事実相違のかど多々有」とする弁明文をわざわざ印刷までして、知人たちに配布したが、料亭や芸者や新聞社を告訴したり仕返しすることはなかった。これは大西は母親から「悪いことをしてその上にしかえしをすることは二重三重にも悪い」と厳しく諫められていたからであり、大西自身も、多少の非が自分にもあったと認識していたからだと思われる。
1925年（大正14年）1月7日霞ヶ浦海軍航空隊教官。1926年（大正15年）2月1日佐世保海軍航空隊飛行隊長。1927年（昭和2年）12月1日第一艦隊司令部付、連合艦隊参謀。
1928年（昭和3年）2月21日、結婚。佐世保海軍工廠人事部長・井上四郎中佐（のち少将）の仲介による松見嘉子（後に淑恵と改名）との見合い結婚であり、お見合いは佐世保の海軍ご用達の料亭であった万松楼で行われた。嘉子は再婚であった。大西はまだ結婚を考えていなかったともいわれるが破談にしようとでもしたのか、当日見合いの席に芸者らを呼び寄せ、冗談を言い、目の上の負傷を嘉子に「軍務上のお怪我ですか？」と尋ねられた際、「先夜、上のほうから拳骨らしきものが降ってきましてなあ」と答えたりもした。しかし、その姿を見た嘉子の母親が大西の傍若無人で飾り気のない人柄を非常に気に入り、「海軍軍人としてあっぱれな振舞い、このような豪傑に娘を嫁がせたい」と、嘉子に強く結婚を促し嫁がせた。大西が36歳のときである。大西のいわば偉人伝として書かれた伝記『大西瀧治郎』では、当時の飛行機乗りは事故死が多く、それで大西は結婚しようとしなかったとされているが、生出寿は、昭和の頃から飛行機の安全性が上がっていて嫁の成り手も増えており、大西の晩婚は酒や芸者遊びのために遅くなったのであろうとしている。作家の秋永芳郎によれば、ある将校が芸者遊びで子をなし、家庭争議となったため、その将校のために芸者を子どもとともに引き取り、いっしょに暮らしていたため結婚が遅れたと、結婚後、妻に面白そうに語ったとされる。
1928年（昭和3年）11月16日、「鳳翔」飛行長。
1929年（昭和4年）11月1日、海軍航空本部教育部員。同年に岐阜市各務ヶ原飛行場で行われた陸軍飛行戦隊の飛行演習を見学、その際に陸軍航空本部員であった菅原道大少佐と初面談、当時まだ数少なかった航空の専門家であった両者はすっかりと意気投合し、演習後の慰労会の宴席では、互いに胸襟を開いて大いに語り合ったという。のちに菅原と大西はそれぞれ陸海軍で特別攻撃を推進していくことになる。
1932年（昭和7年）2月1日、第三艦隊参謀。11月15日「加賀」副長。航空演習の当日、天候不良で搭乗員が帰還する自信がないことから参加を決めかねていたが、大西の「みんな行って死んでこい」の激しい一言でパイロットは飛んで行き、面目を施した。大西によれば「人間その気になってやれないことはない。演習は実戦さながらの訓練であり、もちろん自分の責任で命令した。」という。この後も大西は「加賀」のパイロットに厳しい訓練を課したが、1年間を通して殉職者は1名も出なかった。このことを「加賀」の艦長であった野村直邦大佐は「部下たちが大変大西副長を信頼していたこと、副長の指導がよかったから、ああいう結果が出たのだ」と振り返っている。
1934年（昭和9年）11月15日、横須賀海軍航空隊副長兼教頭。この頃より大西は、第一航空戦隊司令官山本五十六少将や横須賀航空隊分隊長源田実大尉らと、かつてからの持論であった「航空主兵・戦艦無用論」に向けて主張を強めている。1935年（昭和10年）には、戦艦大和、武蔵の建造に関し、海軍航空本部長となっていた山本が、大和型戦艦の設計担当の平賀譲造船中将と福田啓二造船少将に対して反対の意見を述べたのと同様に、同じ「航空主兵」論者の大西も「一方を廃止し、5万トン以下にすれば空母が三つ作れる」と主張した。また、福留繁軍令部課長に対し、「大和一つの建造費で千機の戦闘機ができる」と主張して、今すぐ建造を中止するように要望した。
大西は大型機論（戦闘機無用論）を支持していた。1935年（昭和10年）、横須賀航空隊副長兼教頭だった大西は横空研究会で、戦闘機より優速の双発陸上攻撃機（九六陸攻）の完成が近いこと、戦闘機は短航続力で海上航法能力も小さいため、空母での使用制限があることから戦闘機無用論を唱えて、横空の戦闘機関係者を論破した。また、援護戦闘機も不要と主張していた。
1936年（昭和11年）4月1日、海軍航空本部教育部長に就任。この人事は同じ「航空主兵」論者の山本の指名であった。大西は大村海軍航空隊（大村空）飛行隊長の池上二男少佐を呼び、「今度はじめて九六式艦上戦闘機が大村空に配属される。戦闘機出身でない君がその飛行隊長にえらばれたが、この全金属単葉の性能のすぐれた九六艦戦をもってしても、戦闘機は無用と言えるのかどうか、専門外の人の方が客観的に正当な意見を出しやすいから、そのつもりで意見をまとめてもらいたい」と依頼した。それにより1937年（昭和12年）4月、佐世保鎮守府で鹿屋の九六式陸上攻撃機（中攻）が攻撃側、大村空の九六式艦戦が防御側で防空演習を行い、当時は防空体制が整っていなかったこともあり、攻撃機側が奇襲の形で完勝した。
同年7月、海軍航空本部教育部長の際「航空軍備に関する研究」と題するパンフレットを各方面に配布した。大遠距離・大攻撃力・大速力を持つ大型機による革新を説くもので、大型機が将来的に戦艦の役割も担い「新艦艇」として制海権も獲得できると主張した。潜水艦以外の艦艇は航空に対抗し得ない。また、小型航空機は現戦略戦術を根底から変えることはできない、戦闘機、対空防御砲火は現在も信頼できず、将来的にも爆撃機の速度、高度増大でさらに必要がなくなるといった戦闘機無用論も含んでいた。日本海軍では初の航空戦力による政戦略攻撃にまで言及した文章であった。また、水平爆撃の命中精度の低さから水平爆撃廃止論をも唱えていた。しかし同年、山本五十六中将の続行方針の明示宣言で終息した。
同年にドイツ国の航空軍備状況の視察に派遣された（駐独武官大島浩を団長としたが、実質的な長は菅原であり、菅原航空視察団と通称された）陸軍の菅原が海軍の求めに応じてドイツの航空事情の説明を行った際に、菅原が日本軍もルフトヴァッフェのように陸海軍の航空を合体した独立空軍を持つべきであるとの申し入れを海軍側に正式に行った。菅原の申し入れに対して海軍は、陸軍側は人員が多く政治力もあり、独立空軍が陸軍に支配されることを懸念したことや、技術的、用兵的に劣っている陸軍航空に海軍航空が吸収されるのは御免、などの理由により、菅原の先進的な申し出を「空軍独立問題は時期尚早であり、海軍側は不賛成である」と断ることにし、その海軍側の返事を菅原に伝えたのが大西であった。しかし、使いとなった大西自身は、山本と共に独立空軍について前向きな考えを持っていた。空軍独立問題はこの後も陸海軍で検討は続けられたが、太平洋戦争の開戦により棚上げとなった。

### 日中戦争（支那事変）

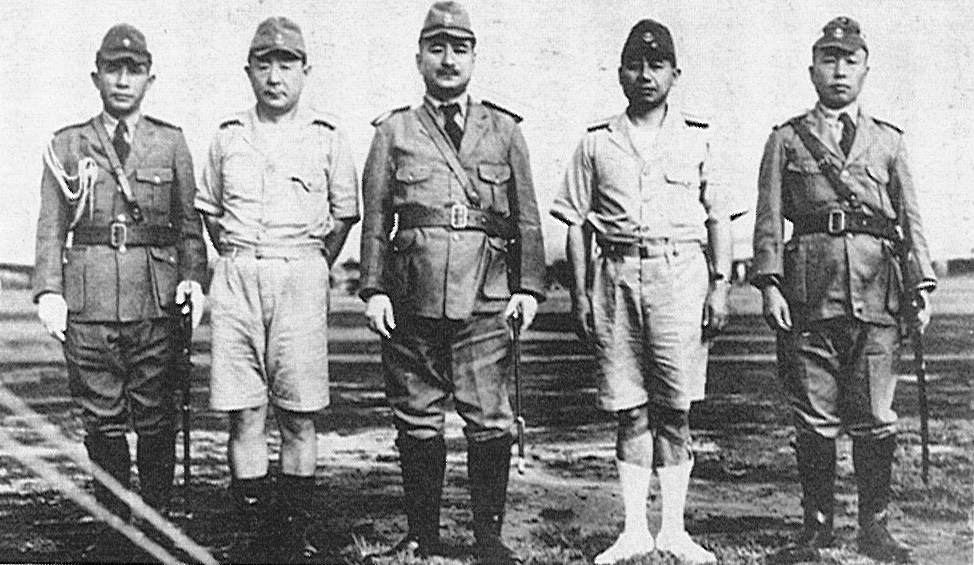
山口多聞少将（左から2番目）、嶋田繁太郎中将（同3番目）、大西瀧治郎少将（同4番目）、（1940年9月第一連合航空隊首脳）

1937年（昭和12年）7月に日中戦争が勃発すると、翌8月に第一連合航空隊（一連空）司令官戸塚道太郎大佐が上海渡洋爆撃を指揮する。前例のない渡洋爆撃は実施前から成功を危ぶむ声が多く、実際に被害が続出し、南洋諸島に配備すべき中攻隊を消耗していった。音を上げた軍令部は航空本部教育部長の大西を台北基地に派遣した。済州島基地で大西は「台湾の司令部が中攻で戦闘機狩りをやらせようというのが間違っている。本末転倒の作戦だ」と話している。軍令部の強襲緩和の申し入れに対し、戸塚は強気で「たとえ全兵力を使い尽くすともあえて攻撃の手をゆるめず」とはねつけた。
強気の戸塚に対して、大西は8月15日と16日のわずか2日間の出撃で、合計47機の出撃機数に対し、中国空軍戦闘機の激しい迎撃で、6機が撃墜され被弾機も多数に及ぶ大損害を被ったことに衝撃を受けており、調査のために自ら揚州への渡洋爆撃に参加を申し出た。出撃したのは九六式陸上攻撃機2個小隊の6機であり、大西は第1小隊の3番機に搭乗する予定であったが、出撃直前に便所に行ったため、急遽便所から一番近くにいた2番機に搭乗したが、これが生死を分けた。済州島を出撃した爆撃隊は中国大陸を目指したが、途中で天候不良のため、第1小隊がはぐれてしまい、2個小隊は別行動となってしまった。第1小隊はやむを得ず目標を浦口に変更して爆撃を行おうとしたが、そこに中国軍戦闘機が襲い掛かり、大西が乗る予定であった3番機が撃墜されてしまった。なお予定通り揚州に向かった第2小隊はさらに悲惨で、中国軍戦闘機の激烈な迎撃で全滅してしまった。戦闘機無用論を声高に主張していた大西も、この強烈な経験によって、爆撃機では戦闘機には敵わないということを痛感させられている。
1938年（昭和13年）、大西は、学者などを利用しながら言葉巧みに接触してきた自称「町の発明家」こと本多維富に、「水からガソリンを作ることができる」と吹き込まれて信じ切ってしまい、海軍次官に昇進していた山本と航空本部長豊田貞次郎中将らに働きかけて実験が行われることとなった。実は本多は大西に話を持ち込む前に、海軍軍需局にも話を持ち込んでおり、軍需局課長・燃料局部長柳原博光少将はそれが詐欺行為ということを見抜いて、軍需局では取り上げるべきではないと結論づけていたが、大西ら航空本部主導で実験が強行されることになった。戦争が長期化する中で海軍の燃料不足は深刻になっており、山本や大西は冷静な判断力を欠いていたとの指摘もある。軍需局は実験中止を勧告したが、海軍次官の山本も実験を了承していたことから、軍需局も折れて、1939年（昭和14年）1月に大西を長とする30名の調査団の立ち合いの下、航空本部の地下室で実験が開始された。三日三晩に渡って本多は恭しく振舞っていたが、立会人が疲労した隙を狙って、予め用意していたガソリンが入った小瓶を取り出して実験は成功したと言い張った。しかし、軍需局から派遣されていた調査団員に詐欺行為を看破され、あえなく本多は警察に引き渡された。大西は詐欺師にだまされたことを恥じて「水ヲ主体トシ揮発油ヲ製造スルト称スル発明ノ実験ニ関スル顛末報告書」という58頁にも及ぶ詳細な報告書を作成している。
10月19日、第二連合航空隊（二連空）司令。11月4日、大西は「二連空は大挙昼間強襲すべし。」と命令し、自らも指揮官機に同乗しようとした。しかし幕僚らは死なれては士気にかかわると反対し、代わりに第一三航空隊司令奥田喜久司大佐が行くことで説得した。この出撃で奥田は戦死し、遺書には戦死の覚悟と大西への感謝の言葉があったが、大西は部下らに「いったん出撃に臨んで死を決するのでは遅い。武人の死は平素から充分覚悟すべきである。」と厳しい態度をとった。しかし、奥田の弔辞を読む際には絶句し、崩れ落ちる場面もあった。

機上の大西瀧治郎

12月5日、大西は陸軍の第3飛行集団を訪問して「この際なし得れば陸海軍で共同して蘭州（援蒋ルートの拠点）を攻撃したい。」と申し入れた。要旨は、「従来海軍は夜間爆撃を主としたが、その効果が比較的小さいので、昼間大威力をもって敵戦闘機の活動余地をなからしめるよう攻撃を加える、陸海軍の共同作戦の提案」であった。これにより12月8日、陸海軍による「百号作戦」が決定した。12月26日から28日の3日間で多大な戦果をあげた。
1940年（昭和15年）5月12日、重慶作戦のため、大西は第一連合航空隊司令官の山口多聞少将と協力し、一連空と二連空を統合し、「連合空襲部隊」を創設した。指揮官を山口が務め、参謀長を大西が務めた。重慶爆撃に関して大西が「日本は戦争をしている。イギリスは負けている。アメリカも戦争に文句はあるまい。絨毯爆撃で結構。」と言い、山口は中央からの指示もあったため「重慶には各国大使館もあるし慎重に。」と言って、2人は喧嘩になったが、山口が「俺も徹底したいけど中央が言うから。」と漏らすと大西も「それが戦争だよな。」と答えた。7月10日、山口は重慶爆撃を強行しようと考えたが、大西は「一週間待てば援護戦闘機がつけられる」と反対して対立するが、山口が折れて後に大西は「山口の方が一枚上手だったよ」と回想した。
大西は渡洋爆撃のときと同様に、しばしば第二連合航空隊司令長官兼連合空襲部隊参謀長でありながら、爆撃機に自ら登場して陣頭指揮を執った。それも搭乗する機は敵戦闘機から真っ先に狙われる編隊最後尾の爆撃機であった。護衛戦闘機のいない爆撃機隊は損害を被り続けていたが、1940年9月13日に零式艦上戦闘機が初の実戦で、一方的に旧式の中国軍戦闘機を蹴散らすと、ようやく爆撃機搭乗員の危険が激減し、大西も胸を撫で下ろすことができた。1機の損失もなく27機撃墜という鮮烈なデビューを飾った零式艦上戦闘機であったが、最初の実戦で防弾の弱さが指摘された。空戦に参加した戦闘機搭乗員からは「防弾タンクにしてほしい」との要望もあったが、技術士官は零戦の特性である空戦性能、航続距離が失われるので高速性、戦闘性を活かし活動し効果を発揮するべきと反対した。大西はそれに対し「ただ今の議論は技術士官の言う通り」と言って収めている。

### 太平洋戦争

#### 第十一航空艦隊

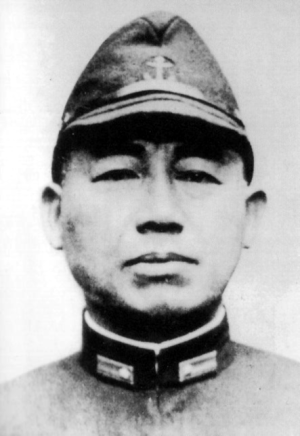
少将時代の大西

1941年（昭和16年）1月15日、第十一航空艦隊参謀長。
同年1月14日頃、連合艦隊司令長官山本五十六大将から第十一航空艦隊参謀長の大西へ手紙があり、1月26日、27日頃、大西は旗艦長門に座乗する山本を訪ねた。山本から大西が受け取った手紙は「国際情勢の推移如何によっては、あるいは日米開戦の已むなきに至るかもしれない。日米が干戈をとって相戦う場合、わが方としては、何か余程思い切った戦法をとらなければ勝ちを制することはできない。それには開戦劈頭、ハワイ方面にある米国艦隊の主力に対し、わが第一、第二航空戦隊飛行機隊の全力をもって、痛撃を与え、当分の間、米国艦隊の西太平洋進行を不可能ならしむるを要す。目標は米国戦艦群であり、攻撃は雷撃隊による片道攻撃とする。本作戦は容易ならざることなるも、本職自らこの空襲部隊の指揮官を拝命し、作戦遂行に全力を挙げる決意である。ついては、この作戦を如何なる方法によって実施すればよいか研究してもらいたい。」という要旨であった。山本が大西に研究を依頼したり理由については「貴官（大西）は海軍大学校出身ではないから、海大出のような型通りの発想はしないはず、どうか余人に相談することはなく、自由自在に考えてもらいたい」という説明があっている。
大西は鹿屋司令部に戻り、幕僚の前田孝成に詳細を伏せて真珠湾攻撃での雷撃について相談するが、真珠湾は浅いため技術的に不可能だと言われた。2月初旬、今度は第1航空戦隊参謀源田実を呼びつけ、中旬に訪れた源田に大西は山本からの手紙を見せ、同様の質問をする。源田は、「雷撃は専門ではないから分かりかねるが、研究あれば困難でも不可能ではない、できなくても致命傷を与えることを考えるべき、空母に絞れば急降下爆撃で十分。問題は接近行動にある。」という回答をする。また、大西は機密保持を第一にしたいとし、「攻撃は成果が確認できる昼がいい。」と考えを述べる。大西は源田に作戦計画案を早急に作るよう依頼して、源田は2週間ほどで仕上げて提出、それに大西が手を加えて作案して、3月初旬ごろ山本に提出した。大西は、戦艦には艦上攻撃機の水平爆撃を行うことにして、出発地点を択捉島単冠湾として案をまとめた。9月頃、源田が大西から参考のため手渡されたものには、「雷撃が不可能でも艦攻は降ろさず、小爆弾を多数搭載して補助艦艇に攻撃を加え、戦艦に致命傷がなくても行動できなくするようにする」となっていたという。
大西は「日米戦では武力で米国を屈服させることができないから早期戦争終末を考え、長期戦争となることはできるだけ避けるようにする必要がある。そのためにも真珠湾攻撃のような米国を強く刺激する作戦は避けるべきである」との見解を吉岡忠一に漏らしている。1941年（昭和16年）9月24日軍令部において大西は草鹿龍之介の真珠湾攻撃への「悲観論」に同調し、10月初旬には2人で山本にフィリピン作戦に支援すべきと具申するが、大西は黒島亀人に説得される。山本は大西と草鹿に「ハワイ奇襲作戦は断行する。両艦隊とも幾多の無理や困難はあろうが、ハワイ奇襲作戦は是非やるんだという積極的な考えで準備を進めてもらいたい。」旨を述べ、さらに「僕がいくらブリッジやポーカーが好きだからといって、そう投機的（博打）だ、投機的だというなよ。君たちのいうことも一理あるが、僕のいうこともよく研究してくれ」と話した。その後、航空魚雷の問題は九一式魚雷に安定器を装着することで解決したが、機密保持の問題はやってみないとわからないとして棚上げされたままであった。
大東亜戦争開戦時にはフィリピン攻略戦に参加。第三航空隊は零戦の航続距離の問題から、当初は小空母に搭載して洋上からフィリピンを攻撃する計画であったが、飛行長の柴田武雄中佐が、戦闘機が空母から出撃したのでは、陸上攻撃機との協同作戦が困難なこと、日華事変の時、零戦は430海里（796キロメートル）進攻の経験があり燃料消費量を調整すれば500海里（926キロメートル）も可能と指摘し、10月初旬の鹿屋図上演習において第三航空隊は零戦によるマニラ周辺への直接攻撃を提案した。しかし、第十一航空艦隊参謀長の大西は、「君の意見は飛行実験部的意見にすぎない」と一蹴し、司令部も、実績がない、作戦を変更するには資料不足、と却下した。そのため第三航空隊は航続力延伸の研究をし、亀井凱夫司令が意見書として10月末に空戦、射撃訓練の時間さえ十分ではないので着艦訓練は不可能、空母使用はやめるべきという内容で提出された。大西は亀井の意見書を承諾すると、「わかった。必ず山本五十六に納得させる。以後、空戦、夜間編隊発進、遠距離侵攻に必要な訓練を行え。」と自分が責任を以て山本を説得すると約束した。柴田はこの時ほど人間大西の偉大さを感じたことはないという。
大西の尽力で真珠湾攻撃と同日に行われた、海軍航空隊の零戦84機と一式陸上攻撃機・九六式陸上攻撃機合計106機によるフィリピンのクラークフィールドとイバフィールドへの攻撃は大成功となり、不意を突かれたかたちとなったアメリカ軍は数機の戦闘機を離陸させるのがやっとで、その離陸した戦闘機もほとんどが撃墜され、陸攻の爆撃と零戦による機銃掃射で次々と撃破されていった。この攻撃により開戦初日でフィリピンの航空戦力が半減する事となった。その後も日本軍による航空攻撃は続けられ、12月13日には残存機は20機以下となり、アメリカ極東陸軍航空隊は何ら成果を上げる事なく壊滅した。完全に虚を突かれたアメリカ極東陸軍司令官ダグラス・マッカーサー中将は、晩年に至るまで零戦は台湾ではなくフィリピン近海の空母から出撃したと信じて疑わなかった。
1942年（昭和17年）3月1日、航空本部出仕として内地へ帰還途中、連合艦隊司令部のある旗艦大和を訪問し、フィリピン、蘭印方面の作戦状況を報告した。その際に所見として、軍備の中心は航空である、戦艦はこれまでとは違った役割に使える兵器に転落したと説いたが、連合艦隊参謀長宇垣纏からはフィリピンや蘭印などの陸続きの作戦から結論を出すのは早すぎると応酬された。
3月20日、海軍航空本部総務部長に就任。5月に、陸海軍の将官や政界・財界の名士数十名で構成される「国策研究会」というグループが勉強会の講師として大西を招いた。大西はその席で「上は内閣総理大臣、海軍大臣、陸軍大臣、企画院総裁、その他もろもろの長と称するやつらは、単なる“書類ブローカー”にすぎない。こういうやつらは、百害あって一利ない。すみやかに戦争指導の局面から消えてもらいたい。それから戦艦は即刻たたきこわして、その材料で空軍をつくれ、海軍は空軍となるべきである。」と、持論である海軍不要論を唱えた。他の一同が白けた様子を見て大西はにやりとしていたとして、このような暴言を吐いても不問とされたのは大西ならではであったとする意見もある。
同年9月、アメリカから交換船浅間丸で帰国した柏原中学の同級生徳田富二の慰労会を開催した際に、徳田から「真珠湾攻撃はあれでよかったのか？」と聞かれた大西は、「いかんのだなぁ。」「あれはまずかったんだよ。あんなことをしたために、アメリカ国民の意志（反日感情）を結集させてしまったんだ。それが、このごろの海戦に現れてきとるよ。」と嘆いている。

#### 航空兵器総局
1943年（昭和18年）11月1日、軍需省航空兵器総局総務局長。航空兵器総局の立ち上げにおいて長官の人選を陸海軍が争い、大西は同格で陸軍の遠藤三郎陸軍中将に長官を譲ったため、陸軍は大将を出すと騒いだが、大西は「気にしない」と言い、遠藤は大西に心服した。この頃大西は、日本海軍の作戦指導を「子どもが風船玉をふくらましすぎて、とうとうパンクさせたような無定見な作戦だ。」「なんとかしてこの風船を縮小しなければいかん。」と評しており、戦線の縮小を主張するようになっていた。大西は戦死した連合艦隊司令長官山本を敬愛していたが、大西が反対したにもかかわらず、山本の強い意志で強行された真珠湾攻撃や、その後のミッドウェー海戦、ソロモン、ニューギニア方面作戦をすべて「落第」と考えていたとする意見もある。
大西は軍務に役立つと思えば、相手の身分・素性に関係なく話を聞き、仕事を請け負わせたとする意見もある。例えば、航空機増産のための資源確保に児玉誉士夫が設立した「児玉機関」を活用した。児玉機関は大西の前任となる山縣正郷中将のときから、中国大陸で、航空機製造に不可欠な、棉花・銅・ヒマシ油・雲母などを集めて海軍航空本部に送り続けていたが、大西が後任として着任するとその関係はさらに強まったとする意見もある。大西は児玉を将官待遇とすると、国内のタングステン鉱などのレアメタル鉱山の採掘も任せている。その様子を見て他の海軍将官らは、「いかもの（如何物、偽物）ばかり集めて得意になっている」などと眉をひそめたが、大西に重用された民間人らは「（大西は）まるで西郷隆盛か清水次郎長だ」と慕って、大西の仕事を助け、人間的な交流も深めている。
1944年（昭和19年）6月、マリアナ沖海戦の敗北直後、サイパン確保のために、米機動部隊に対する陸海による「全力の片道攻撃」を行う意見書を遠藤とともに提出したが、認められなかった。大西らは「サイパンを放棄すれば日本の国防（絶対国防圏）は成りたたない」と主張した。大本営の意思が放棄に傾くと、6月25日大西は昭和天皇に直訴しようとしたが、周囲に妨害された。大西は海軍大臣嶋田繁太郎大将に、軍令部総長の兼任を辞して、嶋田海相・末次信正総長・多田武雄次官・大西次長という人事にするという「出師の表」を作って嶋田に提出した。後に、大西にフィリピン転出の命令が出たとき、遠藤三郎陸軍中将は「出師の表」のことを思い出し、親補による栄転の形だが、東條英機らが大西を追い出したと考えたという
マリアナ・パラオ諸島の戦いの大敗によって東條内閣が倒れた後、大西は軍令部次長になりたいと意見書を提出し、嶋田の後任となった米内光政海軍大臣に、航空部隊再建を説いて願い出た。米内はそれを了解したが、大艦巨砲主義者の反対に遭い、約束は守られなかった。
これ以前、大西の下には、「特攻」を求める意見が集まっていた。
1943年（昭和18年）6月29日、城英一郎大佐から敵艦船に対し特攻を行う特殊航空隊編成の構想が大西に上申された。その際大西は、「意見は了解したがまだその時期ではない」と答えた。しかし、日本軍がマリアナ沖海戦に敗れると、再び城は大西に特攻隊編成を電報で意見具申した。また、岡村基春大佐からも大西に特攻機の開発、特攻隊編成の要望があった252空舟木忠夫司令も体当たり攻撃以外空母への有効な攻撃はないと大西に訴えた。桑原虎雄中将によれば、大西は岡村大佐らの建策を支持し、嶋田軍令部総長に、ぜひとも採用しなさいと進言していたが、軍令部はなかなか採用しなかったという。大西もこの頃「なんとか意義のある戦いをさせてやりたい、それには体当たりしかない」「もう体当たりでなければいけない」と周囲に語っていた。1944年7月1日、航空兵器総務局で作成した航空機生産計画には増産の重点を戦闘機とし全て爆装を付すことを決めた。
7月19日、読売新聞の記事に「われに飛行機という武器があり、敵空母を発見したら空母をB29を見つけたらB29を悉（）く体当たりで屠（）りさればよいのだ。体当たりの決意さえあれば勝利は絶対にわれに在る。量の相違など問題ではない。」との、大西の談話が載っている。特攻兵器桜花についても賛意を示していた。一方で、夫人によれば、1944年（昭和19年）夏ごろ、時局について雑談しているときに、大西は「いついかなる場合でも、前途有為な若者たちを死なせてはいけない。」と言ったため、夫人が、「国では若い人をどんどん前線に送り出しているではないか。」と問うたところ、それっきり黙り込んだという。大西の胸中にも揺らぎがあったようである。

#### 第一航空艦隊

##### 神風特別攻撃隊編成

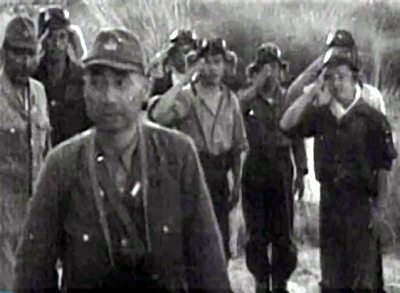
大西に敬礼する神風特攻隊「敷島隊」「大和隊」の関行男ら特攻隊員

1944年10月5日、大西が第一航空艦隊長官に内定した。この人事は特攻開始を希望する大西の意見を認めたものともいわれる。妻には「平時なら有難い任命だが、決死の覚悟がないと務まらない」と語った。大西は軍需局を去る際に杉山利一ら局員に「向こうに行ったら必ず特攻をやるからお前らも後から来い」と声をかけた。杉山は大西自ら真っ先に体当たりするだろうと直感したという。
大西は出発前に米内光政海軍大臣に「フィリピンを最後にする」と特攻を行う決意を伝えて承認を得た。また、及川古志郎軍令部総長に対しても決意を語った。及川は「決して命令はしないように。戦死者の処遇に関しては考慮します。」「指示はしないが現地の自発的実施には反対しない」と承認した。大西は「中央からは何も指示をしないように」と希望した。大西は、軍令部で航空部員源田実中佐に戦力を持っていきたいと相談し、現在その戦力がないことを知らされたが、代わりに零戦150機を準備する約束を取り付けた。源田によれば大西はその時も場合によっては特攻を行うという決意を話したという。大西は足立技術大佐に対し、これからはあんまり上等な飛行機はいらんから簡単なやつをつくっておけと話した。
大西中将は特攻の戦果発表に関心を持っており、長官に内定した1944年10月5日、海軍報道班員に「特攻隊の活躍ぶりを内地に報道してほしい。よろしく頼む」と依頼していた。またフィリピンへ出発する前に、もし特攻を行った場合の発表方法について中央とも打ち合わせをした（決定はされておらず、特攻の事後の10月26日に中央から大西に意見を求める電文が発信された）。
なお、作家の半藤一利と保阪正康の主張によれば、この最初の特攻実施を大西が決めたものとする経緯には疑問があるという。実際には、特攻は大西の赴任以前に既に軍令部の総意として決まっていて、かねて特攻について発言していた大西がその実施者として適任とみられ、そのために現地に送り込まれ、また、大西が終戦時直ちに自決したため、当時の海軍関係者らが一切の責任を大西に押し付けたのではないかというのである。半藤と保坂の主張では、この会話以前に、軍令部と現地関係者との間の電文等のやり取りに、神風や複数の部隊の名前が既に現れていたとのことである。また、このときの軍令部第一部長中澤佑は、東京でフィリピンに行く前の大西から特攻作戦を考えていることを聞いたとするが、その日には中澤は東京にいなかったと半藤と保坂は主張している。半藤と保坂は、戦後、旧海軍関係者らが特攻実施の責任を逃れるため、戦後直ちに自決した大西個人に全ての責任を押し付けんがための証言も多々あると推測している。
大西は帰宅すると、義母に子守唄を歌って下さいと頼んだ。義母は感情がこみ上げてきて中途から泣き出した。妻の淑恵が歌うかというと、大西は「年下のものに子守唄なんか歌ってもらえるか」「自分で歌うか」と歌い出した。一航艦長官内定について大西は義母に「ふだんならかたじけないほどの栄転だが、今日の時点では、陛下から三方の上に九寸五分をのせて渡されたようなものだよ」と語った。
1944年10月9日、フィリピンに向け出発。沖縄に敵機動部隊が集中していることを聞き、上海を経由し、11日、台湾高雄に到着し第二航空艦隊長官福留繁と会談。10月12日からは台湾沖航空戦が始まったが、新竹での航空戦の様子を見て、日本軍の苦戦ぶりを目の当たりにした大西は、多田武雄中将に「これでは体当たり以外方法がない」と特攻開始の決意を新たにし、連合艦隊司令長官豊田副武大将に対しても「単独飛行がやっとの練度の現状では被害に見合う戦果を期待できない、体当たり攻撃しかない、しかし命令ではなくそういった空気にならなければ実行できない」と語った。豊田は大西の申し出に対して何も答えなかったが、実戦部隊の最高責任者である連合艦隊司令長官の豊田が大西の意見に反対しなかったということは黙認を意味していた。
台湾沖航空戦の状況を視察した大西は、10月17日に台湾からフィリピンに向け出発、無事にマニラに到着すると、前任の一航艦長官寺岡謹平中将と面談し、「基地航空部隊は当面の任務は敵空母甲板の撃破とし発着艦能力を奪い水上部隊を突入させる。普通の戦法では間に合わない。心を鬼にする必要がある。必死志願者はあらかじめ姓名を大本営に報告し心構えを厳粛にし落ち着かせる必要がある。司令を介さず若鷲に呼び掛けるか、いや司令を通じた方が後々のためによかろう。まず戦闘機隊勇士で編成すれば他の隊も自然にこれに続くだろう、水上部隊もその気持ちになるだろう、海軍全体がこの意気で行けば陸軍も続いてくるだろう。」と語り必死必中の体当たり戦法しか国を救う方法はないと説明し、寺岡から同意を得て特攻開始の一任を受けた。
大西がフィリピンに到着した17日には、陸軍第4航空軍の偵察機が、レイテ島に接近する連合軍大艦隊を発見し、台湾沖航空戦の大戦果の報告を疑っていた第4航空軍司令官の富永恭次中将は、これが連合軍により本格的な上陸作戦と判断し、即座に「軍は死力を尽くしてレイテ来攻の敵を撃滅せんとす」と全軍に訓示して攻撃を開始した。一方で海軍は司令官の交代などもあり、すぐには対応できなかった。富永は海軍と大本営の反応の鈍さに危機感を抱き、「即急の捷一号作戦の発令」を大本営に求めた。南方軍経由した富永の3回にも渡る意見具申によって、大本営もようやく連合軍によるレイテ島への本格的な侵攻であると認識、翌18日の17時32分に捷一号作戦を発令、連合艦隊の水上部隊も同日にレイテ島に向けてリンガ泊地を出撃し、レイテ沖海戦が始まった。
10月19日、大西はマニラ艦隊司令部にクラーク空軍基地の第七六一海軍航空隊（761空）司令前田孝成大佐、飛行長庄司八郎少佐と、マバラカット基地の201空司令山本栄中佐、飛行長中島正少佐を呼び出し、司令部内にて特攻の相談を行おうとしたが、前田・庄司は司令部に到着して相談できたものの、山本・中島は、午後の攻撃隊の出撃を見送ったのちに、車でマニラを目指したため到着が遅れ、大西は何かあったと心配して自らマバラカットに出向くことにし、すれ違いとなった。同日夕刻、大西は、マバラカット飛行場第201海軍航空隊本部で、201空副長玉井浅一中佐、一航艦首席参謀猪口、26航空戦隊参謀兼一航艦参謀吉岡忠一中佐と、特攻隊編成に関する会議を開いた。大西は「空母を一週間くらい使用不能にし、捷一号作戦を成功させるため、零戦に250kg爆弾を抱かせて体当りをやるほかに確実な攻撃法は無いと思うがどうだろう」と提案した。一同は、爆弾の効果としては、飛行機と一緒に突っ込ませるよりも、高い高度から投下した方が破壊力は大きいという理解であったが、もはや通常の爆撃法には期待はもてないのであれば、威力は多少減殺しても確実に命中できる方法（体当り）をとるべきという認識は共有できたものの、すぐに結論をだすことはできなかった。
玉井は、司令の山本が不在だったために「ご主旨はよくわかりましたが、201空から特攻隊の搭乗員を出すということになると、司令や飛行長の意向も計らねばなりません」と返答したが、大西は「司令たちはマニラに呼んだが、一向に着かない。今は副長の意向を司令の意向と考えたいがどうか」と玉井の決断を迫った。玉井は少し時間をもらうと、飛行隊長指宿正信大尉・横山岳夫大尉と相談して、体当たり攻撃を決意したが、特攻隊の編成は航空隊側に一任して欲しいと大西に要望して、大西は承諾した。
玉井は一航艦首席参謀猪口からの「指揮官の選定は海軍兵学校出身者を」との意向を受け、熱心に戦局に対する所見を申し出て出撃への参加を志願し、玉井に強い印象を残していた戦闘第301飛行隊長の関行男を指名した。関はこのとき熱帯性下痢を患い軍医の指示で絶食し静養中であったが、玉井は関の肩を抱くようにして「今日大西長官が201空に来られ、捷一号作戦を成功させる為、空母の飛行甲板に体当たりをかけたいという意向を示された。そこで君にその特攻隊長をやってもらいたいんだがどうかね」と説得し、関はその場で熟考の後「ぜひやらせて下さい」と即答している。関が了承した後、玉井と関は士官室兼食堂に移動したが、そこに大西と猪口と大西の副官の門司親徳中尉も合流した。猪口は関に「関大尉はまだチョンガー（独身）だっけ」と語りかけたが、関は「いや」と言葉少なに答え、猪口は「そうか、チョンガーじゃなかったか」と言った。その後関は「ちょっと失礼します」と一同に背を向けて薄暗いカンテラの下で新婚の妻満里子と父母に対する遺書を書き始めた。
その後、特攻隊の編成を一任された玉井は、自分が育成した甲飛（甲種海軍飛行予科練習生）10期生を中心に33名を集めて「大西長官より次なる作戦実施方法が指令された。それは特攻作戦である。今この基地にある零戦に250キロ爆弾を抱かせ敵空母に体当りする事である」「これは絶対に生還することの出来ない無常なものであるが、これは絶対にやらなければならない事である。ただしながらこの作戦行動と戦果のすべてが日本の歴史に燦然と輝き残るのである」「私はこの輝かしい歴史の1頁を甲十期搭乗員のお前らに飾らせてやりたいと思ったからだ」「お前たちは誰より可愛い。だから一番可愛いお前たちを日本の歴史に其の名を載せて、悠久の神として祭ってやりたいのだ。この気持ちをわかって欲しい。ただし、これは命令ではない。あくまでもお前たちの志願である」と特攻への志願を募った。玉井の回想によれば、大西の特攻に対する決意と必要性を聞いた搭乗員たちは、皆が喜びの感激に目をキラキラさせて全員が挙手して志願したという。
こうして特攻隊が編成されると、猪口は「神風特別攻撃隊」の名前を提案し、玉井も「神風を起こさなければならない」と同意して、大西がそれを認めた。また大西は各隊に本居宣長の歌「敷島の大和心を人問わば朝日に匂ふ山桜花」から敷島隊・大和隊・朝日隊・山桜隊と命名した。

##### 神風特別攻撃隊出撃

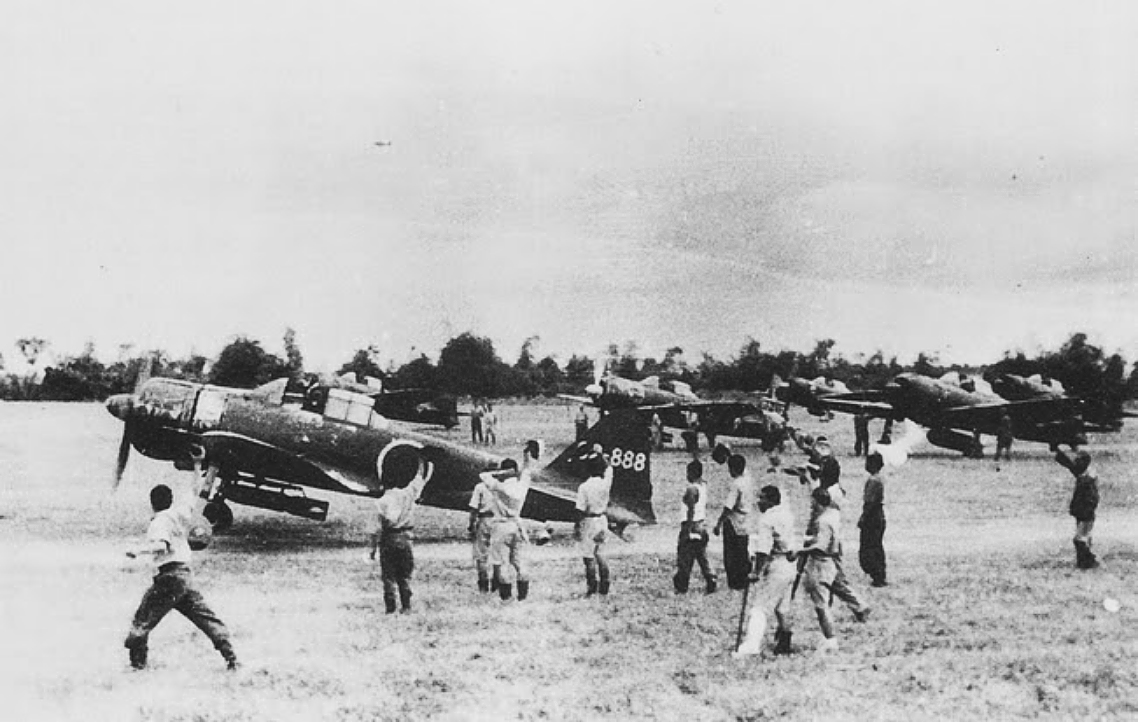
1944年10月25日、5回目の出撃をする神風特別攻撃隊「敷島隊」

海軍が特攻開始を検討している間、陸軍の第4航空軍は孤軍奮闘しており、軽巡洋艦「ホノルル」を雷撃で大破させ、オーストラリア海軍の重巡洋艦｢オーストラリア｣に、第6飛行団の｢九九式襲撃機｣が対空砲火を被弾後そのまま艦橋に体当りし、エミール・デシャニュー艦長とジョン・レイメント副官を含む、同艦の首脳陣のほぼ全員となる30人を戦死させる戦果を挙げていたが、アメリカ軍を足止めするほどの効果はなく、1944年10月20日にアメリカ軍はレイテ島に上陸を開始、レイテ島の戦いが開戦した。総司令官のダグラス・マッカーサー大将も、同日にレイテ島に上陸して戦闘指揮所を設けるなど、アメリカ軍は着々と態勢を整えていった。
アメリカ軍がレイテ島に上陸した10月20日、関らの特別攻撃隊は、大西によって神風特別攻撃隊の隊名を命名され、編成なども発表された。大西は敷島隊へ「日本は今危機でありこの危機を救えるのは若者のみである。したがって国民に代わりお願いする。皆はもう神であるから世俗的欲望はないだろうが、自分は特攻が上聞に達するようにする。」と訓示した。神風特攻隊編成命令書を大西・猪口力平・門司親徳らで起案し、連合艦隊・軍令部・海軍省など中央各所に発信した。
10月20日の15時頃に、敵艦隊をサマール島東方海面に発見したという報告が司令部に寄せられた。午前中に特攻隊員に訓示していた大西はまだマバラカットにおり、猪口は敵の位置を書き込んである海図を持って、バンバン川の河原で関ら特攻隊員と雑談を交わしていた大西に「特別攻撃隊には距離いっぱいのところですが、攻撃をかけましょうか？」と判断をあおいだところ、大西は、「この体当り攻撃は絶対のものだから、到達の勝算のない場合、おれは決して出さない」と答えている。猪口はこの大西の攻撃自重の判断を聞いて、大西が初回の特攻にどれだけ慎重であるか思い知らされたが、これ以降新しい情報もなかったため、大西は一旦マニラに帰還することとした。帰り間際、大西は副官の門司の水筒に目を付けると「副官、水が入っているか」と尋ねたので、門司が水筒を大西に渡すと、大西はまず水筒の蓋で自ら水を飲み、次いで猪口と玉井にも水を飲ませて、その後水筒ごと玉井に手渡し、あとは玉井が並んでいる関大尉以下7名の特攻隊員に水をついでいった。このときの様子をカメラマンの稲垣が撮影しており、のちに内地で、10月21日の関率いる敷島隊の出撃前の様子として日本ニュースで報道された。稲垣は玉井から事前に「重大なことがあるから一緒に来るように」と呼び出されており、撮影に準備をしていたのでこのシーンを撮影できたものであるが、大西は特攻隊員への訓示でも述べた通り、神風特別攻撃隊の国民への周知について強い拘りを持っており、この「決別の水盃」のシーンも敢て大西が意図して撮影させたという意見もある。
神風特別攻撃隊の初出撃は10月21日となった。陸軍の一〇〇式司令部偵察機が敵機動部隊発見を知らせてきたため、この日、マバラカットからは敷島隊4機と朝日隊3機と護衛戦闘機隊が出撃することとなった。玉井は昨日大西が残していった副官門司の水筒を取り出すと、昨日と同様に一人一人に別れの水を注ぎ、自ら音頭をとって「海ゆかば」を合唱した。やがて玉井から出撃が下命されると、関は玉井の前に立ち「只今より出発します」と決然と挨拶し、紙に包んだ関以下特攻隊員全員の遺髪を「副長、お願いします」と言って手渡した。午前8時に関率いる敷島隊と朝日隊は、司令部や整備員たちの「帽振れ」に送られて離陸したが、このときの光景を昨日大西と関らの「決別の水杯」のシーンを撮影した稲垣が撮影しており、後日、10月20日の撮影分と合成して一連の出撃シーンとして日本ニュースで放映された。関らは悪天候で敵艦隊を発見することができず全機帰還したが、関は報告の際に玉井の前でうなだれるばかりであった。卑怯者と思われたくないとする関の気持ちの表れであったが、玉井はこれをねぎらって宿舎に帰している。
その後も関らは出撃を繰り返したが、いずれも空振りに終わっていた。敵を発見できず帰投を繰り返していた関は、ある日、飛行場指揮所のかげに腰を下ろして青い顔で頭を抱えながら「ああ、戦争というのは難しいなあ」とつぶやいていたという。10月25日、午前7時25分、関率いる5機の敷島隊はマバラカット基地から5回目の出撃を行った。その後、敷島隊の戦果が司令部に届いたのは、スリガオ海峡で西村祥治中将率いる第一遊撃部隊第三部隊（通称：西村艦隊）がほとんど壊滅したという悲報が届いて沈痛な空気が流れ、第一遊撃部隊第一部隊（通称：栗田艦隊）が敵空母艦隊と砲戦を開始したという一報が届いた後、その後の報告が届かずにやきもきしている状況のときであった。司令部に届いた電文は、敷島隊の護衛機がセブ島に帰還し、その搭乗員の報告によって中島が打電したもので、次の通りであった。「神風特別攻撃隊敷島隊1045スルアン島の北東30浬にて空母4隻を基幹とする敵機動部隊に対し奇襲に成功、空母1に2機命中撃沈確実、空母1に1機命中大火災、巡洋艦1に1機命中撃沈」大西はこの報告を聞くと、低く小さい声で何事かしゃべったが、副官の門司が聞き取れたのは「甲斐があった」の語尾だけであった。大西が特攻を決意し、その編成から出撃に至るまで一連の流れを見てきた門司は、大西の心中を察し、また、先日会ったばかりの関以下特攻隊員らの身を捨てた行為に感動して、「あの連中が、あの連中が」というような言葉にならない言葉が頭を駆け巡ったという。大西は、わずか5機の体当りで、これだけの戦果を挙げたという特攻の大きな効果を認識し、「これで何とかなる」という意味のことを言ったが、これは、1機で1艦を葬ることができれば、行き詰まった日本の窮地に一脈の活路が開かれるかも知れないという思いから発された言葉であり、その場にいた司令部の幕僚らも同じ思いであった。
関らが突入する前の10月22日、大西は第二航空艦隊長官福留繁中将にも特攻を採用するよう説得するが、福留はこれを断った。福留の回想によれば、二航艦はマニラの一航艦司令部に同居することになったので、寝室も大西と福留は同室となり、大西は寝室においても、「戦局を挽回する望みのあるものは、航空部隊の特攻において他にはない」と熱っぽく説いたが、福留は「第二航空艦隊は編隊攻撃以外訓練していない」と拒否している。福留が特攻を断ったのは、「山本長官が生きていたら飛行機の特攻を許したであろうか」という思いからであり、正攻法でもアメリカ軍機動部隊に対抗できると考えていたからであったが、大西は関らの大戦果の報告を聞くと、福留に対し「特別攻撃以外に攻撃法がないことは、もはや事実によって証明された。この重大時期に、基地航空部隊が無為に過ごすことがあれば全員腹を切ってお詫びしても追いつかぬ。第二航空艦隊としても、特別攻撃を決意すべき時だと思う」と迫った。福留もここ数日の戦闘で、正攻法でアメリカ機動部隊に対抗することの困難さを思い知らされており、ついに特攻開始を決断し、第一航空艦隊と第二航空艦隊を統合した連合基地航空隊が編成され、福留が指揮官、大西が参謀長を務めた。大西は第一航空艦隊・第二航空艦隊・七二一空の飛行隊長以上40名ほどを召集し、大編隊での攻撃は不可能で少数で敵を抜けて突撃すること、現在のような戦局ではただ死なすよりは特攻が慈悲であることなどを話して特攻を指導した。大西の強引な特攻拡大に批判的な航空幹部もいたが、大西は「今後俺の作戦指導に対する批判は許さん」「反対する者は叩き切る」と指導した。
10月26日夜、大西の海兵同期で親友の多田武雄の子息であり、神風特別攻撃隊第2朱雀隊（11月特攻）の隊長機に選ばれた多田圭太中尉が大西を訪ねた。妻の淑恵によれば、多田家とは昔隣同士で圭太が生まれると実の息子のようにかわいがっていたという。圭太は懐かし気に入ってきて、しばらくつもる話をした後、連れだって長官室を出て、大西は「元気にやれよ」と声をかけ、圭太は別れを告げると一目散に去って行った。矢次一夫は「大西は、私に、この話をしている間、大目玉に涙を一杯溜めていた」と語っている。また、「多田中尉、いまより敵艦に突入す」という無電が入ったときは「じつに熱鉄を飲む思いがしたよ」と大西から聞いたという。のちに軍令部次長となって、次官の多田と一緒に仕事をする機会が多くなった大西であったが、多田が圭太のことを聞かないので、ついに口に出せなかったと大西は語り、矢次は話を聞きながら「ああ、大西は死んだら自分に代って多田中将に話してくれと言ってるんだな」と思い、大西が自決した日にかけつけた多田夫妻にこの話をすると、多田は目を閉じ、夫人は泣き崩れたという。
10月27日には大西によって神風特別攻撃隊の編成方法・命名方法・発表方針などが軍令部・海軍省・航空本部など中央に通達された。大西は特攻隊員の心構えを厳粛にするため特別待遇を禁じ、他の勝手な特攻も禁じた。猪口力平によれば27日特攻隊を見送った大西は「城が言っていたが現場で決心がついた。こんなことしなければならないのは日本の作戦指導がいかにまずいかを表している。統率の外道だよ」と語った。レイテに敵が上陸し一段落したので特攻を止めるかと猪口力平に質問された大西は「いや、こんな機数や技量では、戦闘をやっても、この若い人々は徒らに敵の餌食になってしまうばかりだ。部下をして死所を得さしめるのは主将として大事なことだ。だから自分はこれを大愛と信ずる。小さい愛に拘泥せず、自分はこの際続けてやる」と語った。

##### 特攻をめぐってのその後の動き
同じころ大西は、多号作戦で輸送艦隊の脅威となっている、コッソル水道のアメリカ軍飛行艇とPTボート基地の攻撃を、PTボート攻撃で成果を上げていた第一五三海軍航空隊戦闘901飛行隊の美濃部正少佐に命じ、その攻撃手段として特攻を打診しているが、美濃部から「特攻以外の方法で長官の意図に副えるならば、その方がすぐれているわけです。私は、それに全力を尽くすべきと思います」「だいいち、特攻には指揮官は要りません、私は指揮官として自分の方法を持っています。私は部隊の兵の使い方は長官のご指示を受けません」と反論されている。「今後俺の作戦指導に対する批判は許さん」「反対する者は叩き切る」と第一航空艦隊幹部に徹底していた大西であったが、この美濃部の反論に対して怒りを見せることもなく、「それだけの抱負と気概を持った指揮官であったか。よし、その特攻は中止して、すべて君に任せる」と意見を認めている。美濃部は、大西が「特攻はむごい。しかし、ほかに方法があるか」「若い者に頼るほかない。これは私の信念だ。特攻は続ける」と呟いたのを聞いたという。のちに美濃部は本土に帰って、通常攻撃が主体の夜間戦闘機部隊芙蓉部隊を指揮することとなるが、大西はその編成を支援している。
11月16日、福留繁中将が特攻の必要と増援の意見具申電（1GFGB機密第16145番電）を発する。大川内傳七中将も同旨だとして大西を上京させて説明すると打電。11月18日大西は猪口力平を伴い、日吉の連合艦隊司令部で豊田副武に状況報告をし、軍令部で及川古志郎軍令部総長に改めて趣旨を説明し、増勢しつつ現兵力でレイテ作戦の対機動部隊作戦を続行し、別の新攻略作戦に充当兵力がほしいと要望した。練習航空隊から200機は抽出できると見積もり、敵来攻時に備え北部台湾に待機させる、ここ1-2週間が重大な時期と述べた。軍令部と海軍省の協議で練習航空隊から零戦隊150機の抽出が決定された。
この頃に、大阪毎日新聞記者後藤基治から特攻の意義を聞かれた大西は「会津藩が敗れたとき、白虎隊が出たではないか。ひとつの藩の最期でもそうだ。いまや日本が滅びるかどうかの瀬戸際にきている。この戦争は勝てぬかもしれぬ」「ここで青年が起たなければ、日本は滅びますよ。しかし、青年たちが国難に殉じていかに戦ったかという歴史を記憶する限り、日本と日本人は滅びないのですよ」と答えている。
1月には、ついにダグラス・マッカーサー大将自ら指揮する連合国軍大艦隊が、大西らがいるルソン島に侵攻してきた。1月6日には、日本軍は陸海軍ともに、熟練した教官級から未熟の練習生に至るまでの搭乗員が、稼働状態にある航空機のほぼ全機に乗り込んで、リンガエン湾に侵入してきた連合軍艦隊を攻撃した。大規模な特攻を予想していた連合軍は、全空母の艦載機や、レイテ島、ミンドロ島に進出した陸軍機も全て投入して、入念にルソン島内から台湾に至るまでの日本軍飛行場を爆撃し、上陸時には大量の戦闘機で日本軍飛行場上空を制圧したが、日本軍は特攻機を林の中などに隠し、夜間に修理した狭い滑走路や、ときには遊歩道からも特攻機を出撃させた。そのため圧倒的に制空権を確保していた連合軍であったが、特攻機が上陸艦隊に殺到するのを抑止することができなかった。この日の戦果は、駆逐艦1隻撃沈、戦艦4隻、巡洋艦5隻、駆逐艦5隻撃破と特攻開始してからの最大の戦果となった。日本軍は陸海軍ともにこの攻撃でほぼ航空機を使い果たしてしまい、こののちは散発的な攻撃しかできなかった。

##### フィリピンにおける特攻の成果
フィリピンの戦いにおいては陸軍も「万朶隊」などの特攻機を出撃させているが、大西は第4航空軍の司令官富永恭次中将とは連携をとりながら作戦を展開していた。富永も海軍に対しては協力を惜しむことはなく、大西が、海軍には性能のいい偵察機がなく戦果確認に苦労しているので、陸軍への協力を富永に直々に要請しているが、富永は陸海軍の連携を重んじて大西の要請を快諾し、この後、陸軍の「一〇〇式司令部偵察機」が海軍特攻の戦果確認協力を行うなど、一般的には仲が悪かったといわれる日本陸海軍であったが、フィリピンの航空部隊に関しては、大西と富永の人間関係もあって良好な関係であった。フィリピン戦で海軍は特攻機333機を投入し、420名の搭乗員を失い、陸軍は210機を特攻に投入し、251名の搭乗員を失ったが、挙げた戦果も大きく、連合国軍は、フィリピン戦で特攻により、22隻の艦艇が沈められ、110隻が撃破された。これは日本軍の通常攻撃を含めた航空部隊による全戦果の中で、沈没艦で67%、撃破艦では81%を占めており、アメリカ軍は特攻は相対的に少ない戦力の消耗できわめて大きな成果を上げたことは明白と分析していた。また、特攻で大損害を被った連合軍の中には、日本軍がフィリピンにあと100機の特攻機を保有していたら、連合軍の進攻を何か月か遅らせることができたという評価もあった。

##### 台湾への転進

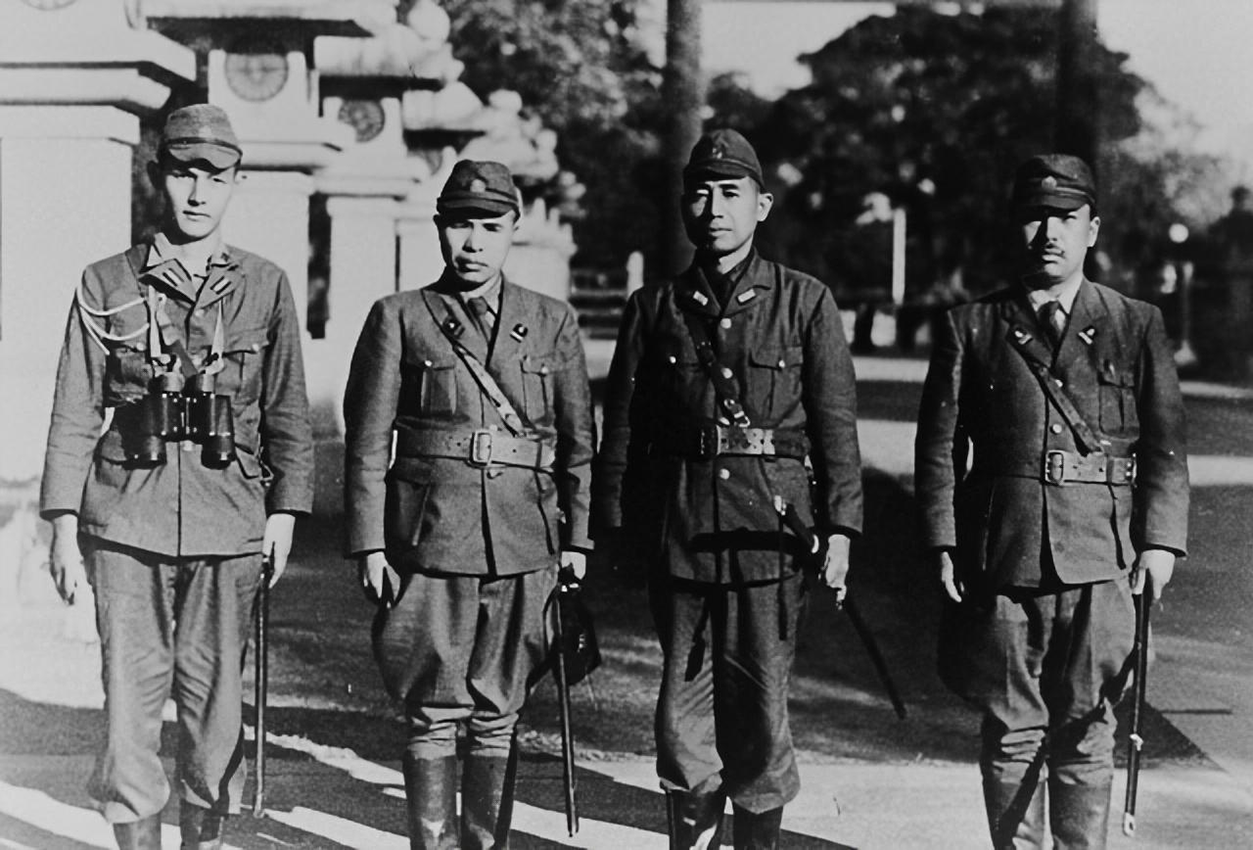
昭和20年2月、台湾・台南神社で。左から門司副官、児玉誉士夫、大西中将。

1月6日夜、大西はクラーク地区の全航空部隊の指揮官に対し、「この上はクラーク西方山岳地帯に移動し、地上作戦を果敢に実施し最後の一兵まで戦い抜かん」と訓示した。航空機を消耗し尽くした大西ら第一航空艦隊司令部は連合軍地上部隊を迎え撃つための陸戦部隊化について協議していたが、連合艦隊より第一航空艦隊は台湾に転進せよとの命令が届いた。ためらう大西に猪口ら参謀が「とにかく、大西その人を生かしておいて仕事をさせようと、というところにねらいがあると思われます」と説得したのに対して、大西は「私が帰ったところで、もう勝つ手は私にはないよ」と言った。第26航空戦隊司令官杉本丑衛少将が「あとは引き受けましたから、長官は命令に従ってください」と言われた大西は台湾へ脱出する決意をした。
1月10日、大西らはクラーク中飛行場から台湾へ一式陸上攻撃機で脱出した。この時、763空司令佐多直大大佐は大西の脱出に抗議した。221空飛行長の相生高秀少佐が当時現地で聞いた話では、佐多が「昨夜の訓示では、長官も山に籠って陣頭指揮されるものとばかり思っておりました。総指揮官たるものが、このような行動を取られることは指揮統率上誠に残念です」と抗議すると大西が「何を、生意気言うな」と佐多に平手打ちしたという。しかし、副官の門司によると、出発直前の大西が佐多を呼びつけ、二人は短く言葉を交わしただけで門司には聞き取れず、そのあと佐多はその場を去ったものの、大西は何事かを思い返して、いったん引き返していた佐多をわざわざ呼び戻させ「そんなことで戦ができるか」というと同時に佐多を拳で殴りつけ、それから大西は滑走路に向かったという。
残留部隊指揮官の一人でもある相生少佐は、中央の指示での撤退といっても大西長官の決断でどのようにでもなったと思われ、このような切迫した戦況の時こそ、指揮官の決断の時であり、その進退はその人の生涯の評価を左右するものと述べ、また佐多大佐の胸中は、多くの特攻を行った地で最後まで指揮を執るのが特攻隊に責任を果たす道であり、英霊を慰めるゆえんではないかという思いが去来し、大西ともあろう方がどうしてこのような行動を取るのか、今までの全幅の信頼が裏切られたような失望と何とか翻意させようとする真情とが交錯してたまらなかったのであろうと、自身の推測を述べている。大西らは夜明け前には無事に台湾高雄飛行場に到着したが、その10分後にはアメリカ軍艦載機多数が来襲して高雄基地に激しい空襲があり、もしくは大西らの航空機を敵の空襲と間違えた味方の機銃射撃を受け、のちに大西は「あのとき撃ち落されていたら、いまごろこんな苦労をしなくてよかったのになぁ」とよく述べていた。残った兵士らは、26航戦司令官・杉本少将の指揮下で「クラーク地区防衛部隊」を編成し地上戦を戦ったが、大西は残してきた兵士らを常に気にしており、台湾に転進後も常々「いつか俺は、落下傘でクラーク山中に降下し、杉本司令官以下みんなを見舞ってくるよ」と幕僚らに話していた。
台湾に転進しても第一航空艦隊は特攻を継続し、残存兵力と台湾方面航空隊のわずかな兵力により1945年1月18日に「神風特攻隊新高隊」が編成された。台南海軍航空隊の中庭で開催された命名式で大西は「この神風特別攻撃隊が出て、万一負けたとしても、日本は亡国にならない。これが出ないで負けたら真の亡国になる」と訓示したが、幕僚らは「負けたとしても」という表現を不思議に感じた。この訓示を聞いていた中島は、戦後になってから、この時点で大西は目先の戦争の勝敗ではなく、敗戦した場合の日本の悠久性を考えていたのだろうと気が付いたという。大西はこの頃から沈黙の時間が長くなった代わりに、死について語ることが多くなった。ある日、イタリアの戦犯のニュースの話題になったとき大西は「おれなんか、生きておったならば、絞首刑だな。真珠湾攻撃に参画し、特攻を出して若いものを死なせ、悪いことばかりしてきた」と幕僚たちに述べている。「神風特攻隊新高隊」は、1月21日に台湾に接近してきた第38任務部隊に対して特攻を敢行、少数であったが正規空母タイコンデロガに2機の特攻機が命中し、格納庫の艦載機と搭載していた魚雷・爆弾が誘爆し沈没も懸念されたほどの深刻な損傷を被り、ディクシー・キーファー艦長を含む345名の死傷者を生じさせている。
フィリピンでは協力関係にあった陸軍の第4航空軍司令部が、大本営などの承認もなくフィリピンから台湾に撤退しており非難されていた。司令官の富永は置き去りにしてきた将兵を少しでも救出しようと大西に海軍艦艇の利用を要請してきたが、大西はこれを快諾している。3隻の駆逐艦が置き去りとなっていた陸海軍の将兵を救出するため台湾を出港したが、ルソン島に向け航行中に「梅」が空襲により撃沈され、残り2隻も引き返した。海上での救出は困難と考えた海軍は潜水艦を出すこととし、8隻の呂号潜水艦を準備したが、作戦を察知したアメリカ軍の潜水艦バットフィッシュに待ち伏せされ、呂112と呂113が撃沈されて、ルソン島に到着し陸海軍の将兵の救出に成功したのは呂46のみであった。それでも、航空機のピストン輸送と呂46に救出された将兵は相当数に上り、日本軍航空史上では未曾有の大救出作戦となった。ただし、潜水艦呂46には、富永が依頼したはずの陸軍第4航空軍司令部の将兵らが1人でもいいから乗せてくれと頼んでも、現地海軍参謀が海軍艦船であるとして一切乗船を拒否したという話も伝わる。
1945年4月、大西が台湾から東京に帰ってきたとき、自宅が空襲で焼失し防空壕に避難していた妻の淑恵を訪ねたが、大西の来訪を知って多くの近所の人たちが集まってきて「ご無事でなによりでした」などと声をかけてきた。大西は持っていた氷砂糖を集まった近所の人たちに配りながら、「私は軍人として支那大陸ほか外地を攻撃し、爆弾をおとして、建物を焼いてきました。ですから、敵の空襲をうけて、ごらんのとおり、（自分の）家を焼かれるのは当然であります。しかし、みなさんはなにもしないのに、永年住み馴れた家を焼かれておしまいになった。これは、私ども軍人の責任であります。本当に申しわけありません」と深々と頭を下げている。大西はこの言葉通り、明確に「軍人」と「民衆」を分けて考えていたが、この「軍人」という意識はこの後さらに強化されて、降伏の流れとなったとき「若い特攻隊員が死んでいったのに」「われわれは、まだ、力を出し切っていない」という考えに至り、これが「本土徹底抗戦論」の原点になったという指摘もある。
大西は東京に帰ってきてから淑恵と一緒に暮らすことはなかった。児玉の輩下の吉田彦太郎が「週に一度は奥様の手料理を食べてはどうですか」とたずねたところ、大西は目に涙をうかべながら「そんなこと、言ってくれるな、君、家庭料理どころか、特攻隊員は家庭生活も知らないで死んでいったんだよ」と言って拒んでいる。淑恵も大西の身辺の整理を案じて「私も一緒に官舎に住みましょうか？」とたずねたことがあったが、大西は「軍人でない家のひとも、焼け出されて、親子ちりぢりになって暮らしているじゃないか。まして、この俺に妻とともに住むようなことができるか」と断っている。このあとも淑恵は、軍令部次長官舎で起居する大西と同居することはなく、防空壕生活から、大西が懇意であった児玉の家に世話になり、終戦時には東宝映画常務取締役の増谷麟の家に居住していた。

#### 軍令部次長
1945年5月19日、軍令部次長に着任。海軍大学校甲種卒業者ではない大西が着任する異例の人事であった。大西を起用したのは海軍大臣の米内光政であった。この人事は本土決戦前の終戦を目論んでいた講和派の米内が、徹底抗戦派の大西を起用して本土決戦に賭けている陸軍に対して海軍も本気であると見せかける意図と、大西を実戦部隊の指揮官のままにしておくと、終戦の際に何をするか分からないという危惧から部隊に直接命令することができない軍令部次長にするという意味合いがあったとする意見もある。
この時期、B-29の無差別爆撃に対し、日本は迎撃戦闘機の不足、レーダーの性能不足、高射砲も射程外で対応策がなかった。そこで大西はその根拠地であるマリアナの基地でB-29を焼き討ちする作戦として剣号作戦を提案した。陸軍の空挺特攻隊義烈空挺隊という先例もあった。計画は、爆撃を終えて帰投するB-29を追尾し、マリアナの基地に続いて着陸を敢行するもので、米軍の対空砲火も友軍機があるので攻撃できないので着陸は可能になるという考えだった。その後、特攻隊員がオートバイに分乗して飛行場で着陸したばかりのB-29に爆弾を突き刺すという案で、軍令部はこれを採用した。B-29を焼き討ちする兵器は「棒付爆弾」と呼称された吸着盤のある時限式の爆弾であったが、この爆弾は大西の着想により製造されたものであった。作戦準備は着々と進んで、広島市への原子爆弾投下があった8月6日、小沢と大西らが三沢基地を訪れて、剣号作戦の実戦的演習を視察し、大西らはその出来に満足している。
しかし、義烈空挺隊から被った損害で日本軍による空挺特攻作戦を警戒していたアメリカ軍は、日本軍の空挺特攻作戦の準備が進んでいるという情報を掴むと、三沢基地を8月9日と10日の2日にわたって艦載機で猛爆撃した。海軍呉鎮守府第101特別陸戦隊と陸軍第1挺進集団の混成で編成された第1、第2剣部隊をサイパン島とテニアン島に空輸する予定であった一式陸上攻撃機は、巧妙にカムフラージュしていたにもかかわらず、アメリカ軍艦載機の陸攻のみを狙い撃つ緻密な爆撃で18機が完全撃破、7機が損傷させられて壊滅状態となった。輸送部隊の壊滅により作戦は延期を余儀なくされ、終戦まで決行することはできなかった。他に大西は、機帆船での逆上陸構想という奇策も構想していたが、この奇策については軍令部内でも大西だけが熱心であったという。
終戦が間近になったころ、大西は妻の淑恵に「戦国時代には、どこの領主もみずから出陣して陣頭に立っておるよ。日露戦争のときも、明治大帝は広島の大本営もお出ましになり、親しく戦局をみそなわされている。それがいま、今上陛下は女官にかこまれて、今日なお家庭的な生活を営まれている。ここのところは、ひとつ陛下御自身にお出ましになってもらわんと困るのだがなぁ」と漏らしている。大西は昭和天皇が皇居の外の大本営で陣頭指揮を執るべきと考えており、戦死した特攻隊員に対する責任感から、「『国を以て斃（）るる精神』を持って、天皇もろとも日本民族2000万人が降伏せずに死ぬまで戦うべきと考えていた」とする意見もある。
この頃の大西は「大和民族の保存」や「国体護持」といった理由で、ポツダム宣言受諾により終戦を画策する流れに激しく反発し「国を以て斃るるまで戦う」ことに執念を燃やしていた。かつてフィリピンで大西と特攻を推進した猪口も8月10日に軍令部幕僚として着任したが、人望が厚かったはずの大西が打って変わったように、軍令部の幕僚たちからの評判がよくないことを知って驚かされている。そのきっかけとなったのは、8月初めに米内や豊田も同席した会議で、軍令部一部長兼大本営海軍部参謀富岡定俊少将を理不尽な理由で罵倒したことであった。猪口は後年になって、このときの大西を「大西は終戦となれば切腹する覚悟を決めていたのに対し、その覚悟もない富岡を見てまどろこしさを感じて、つい強い言葉が出たのであろう」と振り返っている。
8月9日、最高戦争指導会議に現れて徹底抗戦を訴える。12日、豊田が陸軍の梅津美治郎参謀総長とともにポツダム宣言受諾反対を奏上すると、米内海軍大臣は豊田と大西を呼び出した。米内は今まで見たことがないような憤怒の表情で「軍令部の行動はなっておらない。意見があるなら、大臣に直接申出て来たらよいではないか。最高戦争指導会議（9日）に、招かれもせぬのに不謹慎な態度で入って来るなんていうことは、実にみっともない。そんなことは止めろ」となどと激しく叱責し、豊田は硬直したかのような不動の姿勢で聞き、大西は首をうなだれて涙を流して詫びた。
米内に激しく叱責された豊田と大西であったが、その後も終戦引き延ばし工作に奔走して、8月13日、御前会議出席前の外務大臣東郷茂徳を引き留めると、大西は「われわれは戦争に勝つための方策を陛下に奉呈して、終戦の御決定を考えなおしてくださるようにお願いしなければなりません」「われわれが特攻で2000万人の命を犠牲にする覚悟を決めるならば、勝利はわれわれのものとなるはずです」と主張したが、東郷は「われわれが真に勝利を得る、なんらかの希望があるのならば、誰もポツダム宣言を受諾することを瞬時も考えないであろう」と否定している。その後も大西は諦めず、内閣書記官長迫水久常のもとにも現れ、「私たち軍人は、この4、5年間、全力を尽くして戦ったように思いますが、昨日あたりから今日にかけての真剣さに比べれば、まだ甘かったようです。この気持ちで、なお1か月間戦を続ければ、きっといい知恵が浮かぶと思うんです」「戦争を続けるための方法を何か見つけることはできませんか」と訴えた。大西は、御前会議が行われている宮中の防空壕にも出向き、部屋の外から「陛下おねがいでございます」「われわれ海軍は至っておりませなんだ。まだ、頭の使い方が足りませんでした。あと5、6か月、ご猶予をねがえませんか。海軍は新しい考えを出すでありましょう。おねがいでございます」と何度も呼び掛けている。
大西の訴えむなしく、ポツダム宣言受諾の聖断は下った。昭和天皇や重臣らは部屋を出て行ったが、大西はいつまでも椅子に座っており、米内が肩を叩いても小さくうなずいただけであった。その後、児玉の元を訪れ、しばらく児玉に御前会議の話をしてから軍令部次長の官舎に帰ったが、児玉は大西の総毛立った表情を見て「死ぬ気だな」と感じたという。そのあと、矢次一夫宅を訪れ、特攻開始以降自重していた酒を酌み交わしたが、矢次が大西の決意を感じて、思いとどまるよう説得したのに対して大西は「俺はあんなにも多くの青年を死なせてしまった。俺のような奴は無間地獄に墜ちるべきだが、地獄のほうが入れてはくれんだろうな」と答えている。
1945年（昭和20年）8月15日、玉音放送が流れた。大西は海軍省の中庭で、米内や豊田以下海軍中枢部と一緒に並んで玉音放送を聞いたが、大西の隣にいた高木惣吉少将は大西のただならぬ決意を感じている。

### 自決

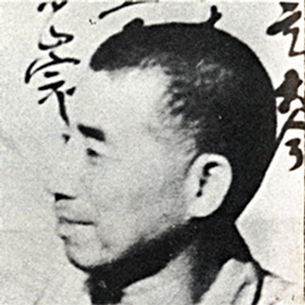
1945年8月15日、自決する直前の大西

1945年8月16日、渋谷南平台町の官舎にて大西は遺書を残し、「介錯無し」で割腹自決した。午前2時から3時ごろ腹を十字に切り頸と胸を刺したが生きていた。官舎の使用人が発見し、多田武雄次官が軍医を連れて前田副官、児玉誉士夫も急行した。熱海にいた矢次一夫も駆けつけたが昼過ぎになった。大西は軍医に「生きるようにはしてくれるな」と言い、児玉に「貴様がくれた刀が切れぬばかりにまた会えた。全てはその遺書に書いてある。厚木の小園に軽挙妄動は慎めと大西が言っていたと伝えてくれ」と話した。児玉も自決しようとすると大西は「馬鹿もん、貴様が死んで糞の役に立つか。若いもんは生きるんだよ。生きて新しい日本を作れ」と諫めた。介錯と延命処置を拒み続けたまま同日夕刻死去。享年55。
終戦の混乱で海軍からは霊柩車はおろか棺桶の手配すらなく、従兵が庭の木を伐採して棺桶を自作した。霊柩車は結局手配できず、火葬場には借りてきたトラックで運ぶこととなった。大西は花が好きであったが、手向ける花すらなかったので、多田の妻女が火葬場の道中で見かけたキョウチクトウの花を摘んで大西に手向けた。火葬場に近づくと、厚木方向から飛んできた零戦が低空で突っ込んできて、トラックの上で挨拶するかのように翼を振ってどこかに飛び去っていった。
遺書は5通あったとされる。「特攻隊の英霊に曰す」で始まる遺書は、自らの死を以て旧部下の英霊とその遺族に謝すとし、また一般青壮年に対して軽挙妄動を慎み日本の復興、発展に尽くすよう諭した内容であった。別紙には富岡定俊軍令部第一部長に宛てた添え書きがあり「青年将兵指導上の一助ともならばご利用ありたし。」とあった。妻の淑恵（嘉子）に対する遺書には、全て淑恵の所信に一任すること、安逸をむさぼらず世のため人のため天寿を全くすること、本家とは親睦保持すること、ただし必ずしも大西の家系から後継者を入れる必要はないこと、最後には「これでよし 百万年の 仮寝かな」と辞世の句があった。他に多田・児玉・矢次に対しても遺書があった。また辞世の句として友人増谷麟に当て「すがすがし 暴風のあと 月清し」と詠んだ。特攻隊員の戦死者名簿には大西の名も刻まれた。

### 戦後

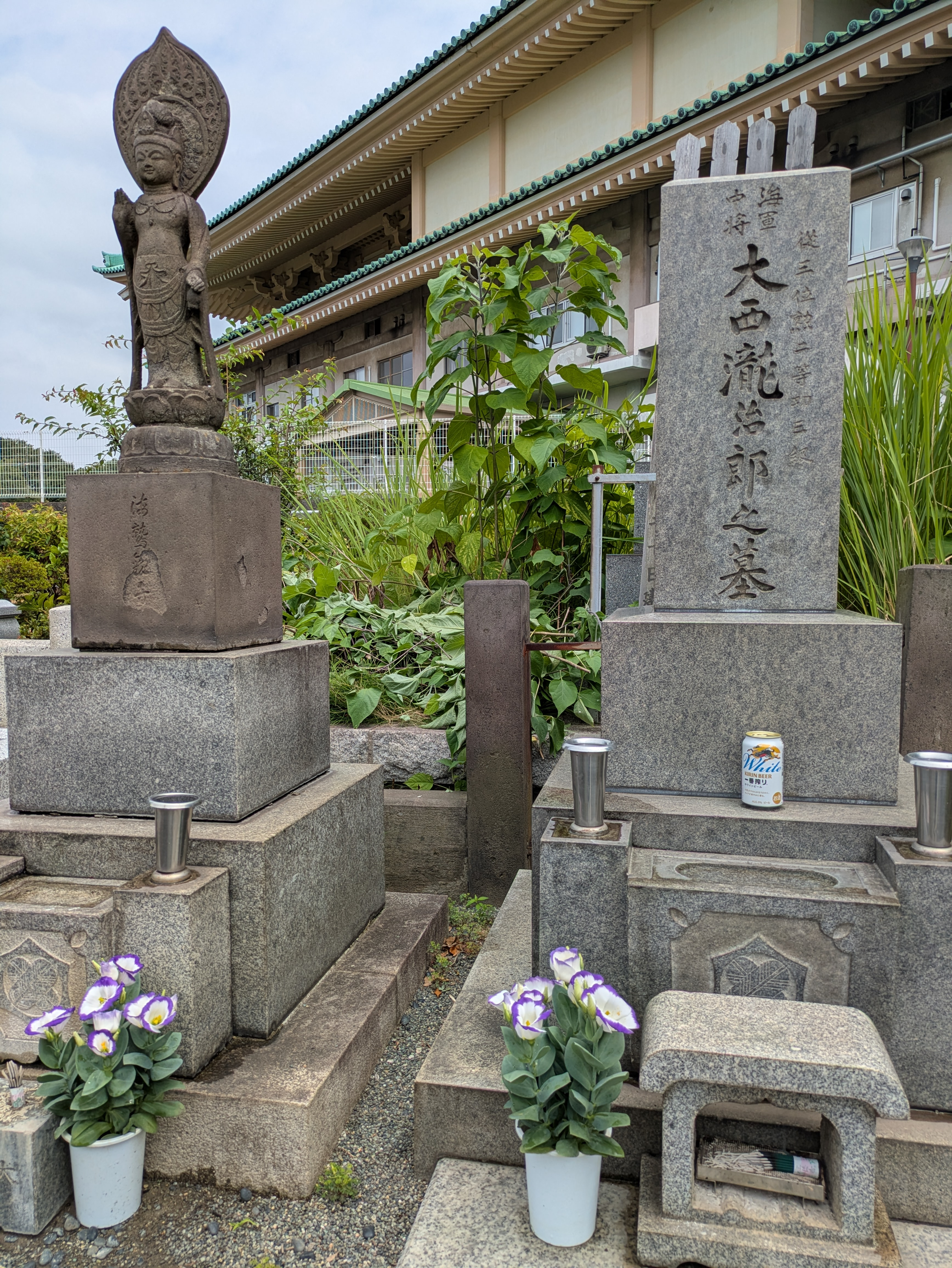
大西の墓（右）と「海鷲観音」像（總持寺墓地）

戦後、淑恵は周囲の厚意で再婚を勧められることもあったが、それを固辞し大西と特攻隊員の慰霊に尽くしていた。ほかの多くの高級軍人の未亡人と同様に生活に困窮し、飴の行商でどうにか生活していたが、その売り上げから少しずつ積み立てて大西の墓を建てようとしてなかなか果たせなかった。そんな生活苦の中でも、淑恵は特攻隊員の慰霊法要に出向くと「主人がご遺族のご子息ならびに皆さんを戦争に導いたのであります。お詫びの言葉もございません。誠に申し訳ありません」などと、ときには土下座までして謝罪したため、元特攻隊員や遺族らは淑恵の真摯な態度に感銘し大西を個人的に非難するものはいなかったという。1952年、淑恵は元海軍同僚らの援助金も合わせて鶴見総持寺の境内に大西の墓を建てることができた。大西の墓の向って左に「海鷲観音」像があるが、これは淑恵の「故人は特攻隊に申し訳ないと言い残して自決したのですから、特攻で散華された方々をお祀りする観音様を故人の墓と並べて建立したい」との希望で建てられたもので、淑恵も今まで行商などで貯めた資金全額を充当している。
終戦後10年経った1955年、淑恵が生活に困窮していると知った元海軍航空隊撃墜王の坂井三郎が、自らが経営していた印刷会社の株式会社香文社に淑恵を社長として迎え生活の支援をすることにした。坂井と大西の縁は、坂井が台南航空隊時代にラバウルで上官として敬っていた笹井醇一少佐が大西の甥であったことや、坂井は海軍航空の草分け的存在である大西を信奉していたことであったが、淑恵を会社経営に引き込むことによって、大西を敬愛している元海軍関係者の協力を得やすくなるという打算もあった。実際に、坂井の会社には福留繁や寺岡謹平といった元海軍の大物が発起人として加わっており、政財界の黒幕的な存在の政治家笹川良一も関係していた。
昭和30年代半ばを過ぎた頃に、淑恵は坂井の会社の社長を退任して公団住宅に転居した。淑恵の家には大西の親友多田武雄の妻よし子や、ミッドウエー海戦で戦死した大西と同期の山口多聞の妻たかなど海軍関係者が引きも切らず訪れたという。そして、1963年には大西の墓石を一回り大きいものに再建するとともに、大西の同期である寺岡の筆による「大西瀧治郎君の碑」が墓と「海鷲観音」傍に建立された。この費用を援助したのが、大西が生前に懇意にし、自決の際は真っ先に駆けつけた児玉誉士夫であった。
1974年には大西に勲一等旭日大綬章叙勲の沙汰があり、淑恵がこれを受け取った。その後、1977年に病により入院した淑恵は「この勲一等旭日大綬章は大西だけに賜られたものではなく若い特攻隊の方々の代表として賜られたものと思います。大西はつけることができませんから、皆さんが胸につけて写真を撮ってください」と寄贈し、陸上自衛隊土浦駐屯地内の予科練記念館に展示されている。
晩年の淑恵は病の床に就いた。淑恵のもとには、第一航空艦隊長官時代の大西の副官を務めた門司親徳（戦後は日本興業銀行に復職し、同行取締役総務部長、丸三証券社長を歴任）などの海軍関係者や、児玉の子息夫妻などの見舞いが絶えなかったが、1978年2月6日に「わたし、とくしちゃった」という最後のことばを残して死去した。淑恵の最後の言葉を聞いた門司は「大西が全ての責任をとって自決したので、わたし（淑恵）はみんなから赦されて優しくしてもらって、かえって大事にされた」という意味と理解した。淑恵の葬儀では、第一航空艦隊先任参謀であった猪口力平が葬儀委員長を務めたが、多数の海軍関係者が参列し、淑恵を実の母のように慕っていた元特攻隊員たちがボロボロと大粒の涙を流していたという。大西の死後55年、淑恵の死後22年経った2000年、大西の墓の傍に「遺書の碑」が建てられた。発起人である門司親徳によって、大西の命日である8月16日に除幕式が催された。

## 人物
- 大西は心ならずも真珠湾攻撃の計画に深く関わって以来、徹底して戦争に対して冷静で慎重な姿勢を取り続けていた。真珠湾攻撃が大成功を収めたときも、大西は驕るところはなく「真珠湾で戦艦を屠ったばかりに、アメリカ国民の意思を結集させてしまった」と分析していた。また、連日大本営から発表される華々しい戦況報道を聞くと逆に不安感を抱いて「美談のある戦争はいけない」と周囲に話していた。また大西は「非常に勇ましい挿話がたくさんあるようなのは決して戦いがうまくいっていないことを証明しているものである。現在のように勇ましい新聞ネタがたくさんできるということは、戦局からいって決して喜ぶべきことではない」と的を射た指摘をしている[194]。
- 源田実大佐は「大西とは一年ほどの同勤であったが、数年に匹敵する意義を持ち戦術思想、人生観に大きく影響を与えられた」「正しいことを正しいと認めることが大切なのであって何が国のためになるかで考え無節操と罵られようとも意に介すなという大西から受けた言葉は人生においてこれほど胸を打つ言葉はなかった」という[195]。
- 猪口力平大佐によれば「日中戦争では攻撃機に乗って陣頭指揮をとり、飛行機、飛行船にも乗る、開戦以前から山本五十六大将に次ぐ日本航空の大立者として知られる人物であった」[196]「大西は腹の据わった押しの強い闘志満々の士と評判であり、常に陣頭に立ち下から慕われ、また大西も可愛がっていた。智勇に優れた山本五十六と似た気風を持っていた。机上の空論や口先だけの人か実力あり腹据わり信頼置けるかが好き嫌いの基準であった」という[197]。
- 大西が第一航空艦隊司令長官時の副官門司親徳は、大西の着任前に周囲から「日本で最初に落下傘降下をした」「前線部隊を視察に来たのにそのまま爆撃機に乗って出撃してしまった」「芸者を殴ったので海軍大学にいけなかった」などの大西の武勇伝を聞かされ、「怖い人だぞ、大変だなぁ」などと散々吹き込まれていたが、門司の大西に対する初印象は、眼光は厳しいけど、うまくやっていけそうというものであり、また、見た目の印象は「西郷隆盛を筋肉質にしたよう」というものであった[198]。口数は少ないが、部下に対する思いやりにあふれており、空襲のなかでもテキパキと副官業務をこなす門司に「副官は空襲馴れしているなぁ」とその勇気をたたえ、門司を感激させている[199]。

## 特攻の思想
- 大西は神風特別攻撃隊の創始者である[76]とされるが、神風特攻隊以外も含む「特攻の生みの親」とする見方については、第一航空艦隊長官になる以前から特攻の支持者であったという認識に支えられているという見方[200]とそれ以前に特攻は中央で研究されているので誤りとする見方がある。これについて、神風特攻隊に関しては、中央の研究する特攻とは別物であり、大西から中央に事前報告はあったが、神風特攻隊は大西独自の動きであった[201]。既に1944年4月には、「○6（マルロク）」の仮名称で人間魚雷「回天」の開発が開始され[202]、1944年9月13日には「海軍特攻部」が発足し、大森仙太郎中将が責任者に任じられており、海軍は、大西が神風特別攻撃隊開始を検討する前から組織的に特攻開始に向けて動き出していた[203]。なお、日本陸軍はさらに早い時期から航空特攻を組織的に検討開始しており、1944年3月には艦船体当たりを主とした航空特攻戦法の検討が開始され[204]、機材、研究にも着手している[205]。
- 1945年8月13日東郷外相と豊田・梅津両総長が会談しているところに押しかけ、「二千万の日本人を特攻として用いれば負けはしない」と具申している[206]。これが有名な大西の「二千万人特攻発言」である。この戦争末期の海軍軍令部次官時代、会議等ではしきりに「一億総玉砕」と言うようになっていったという[207]。また、台湾で大西の副官であった門司によれば、大西は台湾時代の訓示では「日本人の1/5が戦死する以前に、敵が先に参ることは受けあいだ」と述べたという[208]。そのため、当時の日本内地の人口が7千万であったことから、大西の「1400万人特攻論」とされる場合もある[209]。なお、この台湾時代の大西の訓示につき、大西は戸川幸夫記者に「二千万人死ななきゃダメだ」と答えたともいうが[210]、あくまで訓示の内容であり、死者数は「日本人の1/5」としていたとする説[211]、「日本軍の1/5」としていたとする説等がある[207]。
- 零戦の撃墜王として知られた角田和男が部下を率いてフィリピンのダバオ基地に行った際、かつて彼の教官の一人だった一航艦参謀長小田原俊彦少将からの話として、大西は小田原ら幕僚に神風特攻隊を創設する理由を次のように説明したという[212]。大西は軍需局の要職にいたため最も日本の戦力を知っており、「重油、ガソリンは半年も持たず全ての機能が停止する。もう戦争を終わらせるべきである。講和を結ばなければならないが、戦況も悪く資材もない現状一刻も早くしなければならないため一撃レイテで反撃し、7:3の条件で講和を結び満州事変の頃まで日本を巻き戻す。フィリピンを最後の戦場とする。特攻を行えば、天皇陛下も戦争を止めろと仰るだろう。また、この犠牲の歴史が日本を再興するだろう」という[213][214][注釈 4]。
- 猪口力平によれば、大西自身は特攻は「統率の外道」と考えていたという[131]。また、当時の機材や搭乗員の技量で普通の攻撃をやっても敵の餌食になるだけとして、体当たり攻撃をして大きな効果、戦果を確信して死ぬことができる特攻は、若者に死にどころを得させる大愛、大慈悲であると、大西は主張していたという[216][217]。大西は特攻が始まる当時よく「青年の純、神風を起こす」と筆を揮い、猪口力平によれば「日本を救い得るのは30歳以下の若者である。彼らの体当たりの精神と実行が日本を救う。現実の作戦指導も政治もこれを基礎にするべきである。」と語ったという[155]。副官門司親徳に「棺を覆うて定まらず百年の後知己を得ないかもしれない。」と語ったという[218]。福留繁によれば、大西は「日本精神の最後の発露は特攻であり特攻によって祖国の難を救い得る」と確信していたという[219]。
- 台湾で戸川幸夫（毎日新聞および当時夕刊紙として設けられた東京日日新聞の従軍記者、のちに作家）から「特攻によって日本はアメリカに勝てるのですか？」と質問された大西は「勝てないまでも負けないということだ」「いくら物量のあるアメリカでも日本国民を根絶してしまうことはできない。勝敗は最後にある。九十九回敗れても、最後に一勝すれば、それが勝ちだ。攻めあぐめばアメリカもここらで日本と和平しようと考えてくる。戦争はドロンゲームとなる。これに持ちこめばとりも直さず日本の勝ち、勝利とはいえないまでも負けにはならない。国民全部が特攻精神を発揮すれば、たとえ負けたとしても、日本は亡びない、そういうことだよ」と答えている。これは実際には1945年3月台湾時代に大西がガリ版でも航空隊に配った訓示の内容で、それを東京日日新聞の戸川記者や東京新聞の中田記者が内容に驚き、検閲を受けずに送稿、内地の新聞さらに現地台湾の新聞に転載されたものを指すと思われる。これは一航監の司令部で問題視され、一時は両名の処分問題にも発展したが、大西自身が事実上問題にせず、ことなきを得たとされる[211][220]。
- 吉岡忠一は「もうそれしか方法はなかったと思う。大西は勝っても自刃しただろう。」と話した[221]。
- 吉松正博は大西が第一航空艦隊長官に就いた人選は場合によっては特攻もやむを得ないとする中央が航空関係者から人望のある大西を適任と考えたものだろうと話している[77]。
- 源田実は「大西の立場に立たされば、山本五十六も山口多聞も同じことをやったろうし、彼ら自身が特攻機に乗って出撃しただろう。それが海軍軍人である」と話している[222]。
- 門司親徳は「若ければ大西も隊長として真っ先に特攻へ行っただろう。大西は彼らだけ死なせるつもりがないと感じられ別世界だった。」と語った[223]。

## 年譜
- 1891年6月2日 - 兵庫県氷上郡芦田村（現：丹波市青垣町）の小地主、父・大西亀吉と母・ウタの次男として生まれる。
- 1912年7月17日 - 海軍兵学校を150人中20番の成績で卒業。海軍少尉候補生。
- 1913年12月 - 任海軍少尉
- 1914年5月 - 戦艦「河内」乗組
  - 12月 - 砲術学校普通科学生
- 1915年5月 - 水雷学校普通科学生
  - 12月 - 海軍中尉・水上機母艦「若宮」乗組。航空術研究員、6期練習将校。
- 1916年4月 - 横須賀航空隊付
  - 9月 - 艦隊航空隊付
- 1918年1月 - 横須賀航空隊付
  - 11月 - 英仏出張
- 1918年12月 - 海軍大尉
- 1921年8月6日 - 横須賀航空隊付。センピル教育団の講習に参加。
  - 9月14日 - 海軍砲術学校教官、海軍水雷学校教官。
- 1922年3月 - 横須賀航空隊戦隊長
- 1923年1月 - 横須賀航空隊付
  - 11月 - 教育局第3課員
- 1924年10月 - 霞ヶ浦航空隊付
  - 12月 - 海軍少佐
- 1925年1月 - 霞ヶ浦航空隊教官
- 1926年2月 - 佐世保航空隊飛行隊長
  - 12月 - 水上機母艦「能登呂」分隊長
- 1927年12月 - 連合艦隊参謀
- 1928年11月 - 空母「鳳翔」飛行長
- 1929年11月 - 海軍中佐。航空本部員。
- 1932年2月 - 第三艦隊参謀
  - 4月 - 航空本部員
  - 11月 - 空母「加賀」副長
- 1933年10月 - 佐世保航空隊司令
  - 11月 - 海軍大佐
- 1934年11月 - 横須賀航空隊副長
- 1936年4月 - 航空本部教育部長
- 1939年10月 - 第二連合航空隊司令官
  - 11月15日 - 海軍少将
- 1940年11月 - 第1連合航空隊司令官
- 1941年1月15日 - 第11航空艦隊参謀長
- 1942年2月 - 航空本部出仕
  - 3月 - 航空本部総務部長
- 1943年5月1日 - 海軍中将
  - 11月 - 軍需省航空兵器総局総務局長
- 1944年10月20日 - 第1航空艦隊司令長官
- 1945年5月19日 - 軍令部次長
  - 8月16日 - 自決

## 栄典
- 1914年（大正3年）1月30日 - 正八位[224]
- 1916年（大正5年）1月21日 - 従七位[225]
- 1919年（大正8年）1月10日 - 正七位[226]
- 1929年（昭和4年）6月1日 - 正六位[227]

## 著書
- 『支那事変に於ける我海軍航空部隊の活動に就て』東洋経済出版部〈経済倶楽部講演 第168輯〉、1938年1月。NDLJP:1909721。
- 『航空機増産 血闘の前線に応へん』朝日新聞社〈朝日時局新輯 25〉、1944年5月。NDLJP:1059487。

## 演じた俳優
- 宮口精二（『太平洋の翼』）
- 二本柳寛（『日本のいちばん長い日（1967年版）』）
- 三橋達也（『激動の昭和史 軍閥』）
- 安部徹（『トラ・トラ・トラ!』）
- 内田朝雄（『最後の特攻隊』）
- 鶴田浩二（『あゝ決戦航空隊』）
- 伊武雅刀（『俺は、君のためにこそ死ににいく』）
- 嵐芳三郎（『日本のいちばん長い日（2015年版）』）